# Грін-Ридж (Міссурі)
Грін-Ридж (англ. Green Ridge) — місто (англ. city) в США, в окрузі Петтіс штату Міссурі. Населення — 468 осіб (2020).

## Географія
Грін-Ридж розташований за координатами 38°37′17″ пн. ш. 93°24′35″ зх. д. / 38.62139° пн. ш. 93.40972° зх. д. (38.621250, -93.409858).  За даними Бюро перепису населення США в 2010 році місто мало площу 1,13 км², з яких 1,11 км² — суходіл та 0,02 км² — водойми.

## Демографія
Згідно з переписом 2010 року, у місті мешкало 476 осіб у 176 домогосподарствах у складі 130 родин. Густота населення становила 422 особи/км².  Було 194 помешкання (172/км²).
Расовий склад населення:
| - 95,4 % — білих - 0,2 % — чорних або афроамериканців - 1,9 % — осіб інших рас |

До двох чи більше рас належало 2,5 %. Частка іспаномовних становила 2,7 % від усіх жителів.
За віковим діапазоном населення розподілялося таким чином: 26,3 % — особи молодші 18 років, 60,5 % — особи у віці 18—64 років, 13,2 % — особи у віці 65 років та старші. Медіана віку мешканця становила 37,0 року. На 100 осіб жіночої статі у місті припадало 101,7 чоловіків;  на 100 жінок у віці від 18 років та старших — 91,8 чоловіків також старших 18 років.
Середній дохід на одне домашнє господарство  становив 52 310 доларів США (медіана — 44 583), а середній дохід на одну сім'ю — 59 304 долари (медіана — 54 063). Медіана доходів становила 35 982 долари для чоловіків та 27 679 доларів для жінок. За межею бідності перебувало 7,1 % осіб, у тому числі 0,8 % дітей у віці до 18 років та 7,5 % осіб у віці 65 років та старших.
Цивільне працевлаштоване населення становило 209 осіб. Основні галузі зайнятості: виробництво — 23,0 %, освіта, охорона здоров'я та соціальна допомога — 18,2 %, роздрібна торгівля — 12,4 %, публічна адміністрація — 9,1 %.